# Fra socialstat til minimalstat
Fra socialstat til minimalstat (1993) är en politisk bok som skrevs av Anders Fogh Rasmussen (Venstre), Danmarks statsminister 2001–2009. Som titeln antyder förespråkar boken en övergång från välfärdsstat till nattväktarstat.[källa behövs] Boken inspirerades av Robert Nozicks nyliberalism.[källa behövs]